# Đêm kinh hoàng
Đêm kinh hoàng (tên gốc tiếng Anh: Night at the Museum ) là bộ phim hành động, phiêu lưu, hài hước chuyển thể từ cuốn sách thiếu nhi cùng tên của Milan Trenc. Câu chuyện bắt đầu sau một cuộc ly dị, anh chàng Larry Dalay (Ben Stiller) cố gắng gây ấn tượng với con trai là Nick Daley (Jake Cherry) nên anh đã làm gác đêm tại Bảo tàng Lịch sử tự nhiên. Sau đó anh phát hiện rằng khi màn đêm buông xuống, tất cả mọi thứ tại bảo tàng sẽ sống dậy. Phim được hãng 20th Century Fox phát hành vào ngày 22 tháng 12 năm 2006. Sản xuất và đạo diễn bởi Shawn Levy. Ngày 13 tháng 4 năm 2004, phim được khởi chiếu tại Hà Nội với tựa đề chính thức là Đêm kinh hoàng.
Hai phần phim tiếp nối của tác phẩm là Đêm kinh hoàng 2 (2009) và Đêm ở viện bảo tàng: Bí mật hầm mộ (2014). Một bản làm lại cũng được phát triển cho dịch vụ phim trực tuyến Disney+.

## Diễn viên
- Ben Stiller vai Larry Daley
- Carla Gugino vai Rebecca Hutman
- Robin Williams vai Theodore Roosevelt
- Jake Cherry vai Nicky Daley, con trai của Larry
- Dick Van Dyke vai Cecil Fredericks
- Mickey Rooney vai Gus
- Bill Cobbs vai Reginald
- Owen Wilson vai Jedediah (Uncredited)
- Steve Coogan vai Octavius
- Patrick Gallagher vai Attila the Hun
- Rami Malek vai Ahkmenrah
- Mizuo Peck vai Sacagawea
- Ricky Gervais vai Dr. McPhee, ông chủ của Larry
- Kim Raver vai Erica Daley
- Paul Rudd vai Don
- Crystal the Monkey vai Dexter
- Pierfrancesco Favino vai Christopher Columbus
- Brad Garrett vai The Easter Island Head (tiếng nói)
- Anne Meara-Stiller vai Debbie
- Martin Christopher vai Meriwether Lewis
- Martin Sims vai William Clark
- Ian Campbell vai Painter
- Charlie Murphy vai Taxi Driver